# Gymnophthalmus pleei
Espèce
Statut de conservation UICN

 NT  : Quasi menacé
Gymnophthalmus pleei est une espèce de sauriens de la famille des Gymnophthalmidae.

## Répartition
Cette espèce se rencontre à la Guadeloupe, à Saint-Vincent, à la Dominique, à la Martinique et à Sainte-Lucie.

## Liste des sous-espèces
Selon The Reptile Database (18 novembre 2012) :
- Gymnophthalmus pleei pleei Bocourt, 1881
- Gymnophthalmus pleei luetkeni Bocourt, 1881
- Gymnophthalmus pleei nesydrion Thomas, 1965

## Étymologie
Cette espèce est nommée en l'honneur d'Auguste Plée.

## Publications originales
- Bocourt, 1881 : Recherches Zoologiques pour servir à l'Histoire de la Faune de l'Amérique Centrale et du Mexique. Mission Scientifique au Mexique et dans l'Amérique Centrale, Recherches zoologiques. Part 2, sect. 1. in Duméril, Bocourt & Mocquard, 1870-1909, Études sur les reptiles p. 1-1012.
- Thomas, 1965 : The smaller teiid lizards (Gymnophthalmus and Bachia) of the southeastem Caribbean. Proceedings of The Biological Society of Washington, vol. 78, p. 141-54 (texte intégral).